# Działo 127 mm L/38 Mark 12
Działo 127 mm L/38 Mark 12 (5" /38) – amerykańska armata uniwersalna z okresu II wojny światowej i zimnej wojny, używana w wielu typach pojedynczych i zdwojonych podstaw na okrętach US Navy, od pancerników i lotniskowców po niszczyciele, niszczyciele eskortowe a także uzbrojone statki handlowe. Jako jedno z najlepszych dział tego rodzaju w trakcie wojny, działo Mark 12 5" /38 było instalowane i używane także na powojennych okrętach, egzemplarze tego działa trafiły również na okręty innych państw. Jedyne działo okrętowe w amerykańskim inwentarzu uzbrojenia, które używane było w działaniach bojowych na amerykańskich okrętach począwszy od japońskiego ataku na Pearl Harbor, przez wojnę koreańską i wojnę w Wietnamie, aż po I wojnę w Zatoce Perskiej.

## Historia
Prace projektowe nad nowym typem armaty uniwersalnej (dual purpose – DP) dla amerykańskich okrętów rozpoczęły się pod koniec lat 20. XX wieku. Miała ona zastąpić bądź uzupełnić stosowane dotychczas dwie armaty 5-calowe: Mk 7 o długości lufy 51 kalibrów, instalowaną na pancernikach jako artyleria średniego kalibru do zwalczania celów morskich oraz Mk 10 (i jej wersje rozwojowe Mk 11 oraz Mk 13), przeciwlotniczą o długości lufy 25 kalibrów. Dla nowego wzoru uzbrojenia wybrano ten sam kaliber: 5 cali (127 mm) oraz pośrednią długość lufy: 38 kalibrów (4826 mm). Testy prototypowych egzemplarzy rozpoczęły się w 1932 roku, zaś dwa lata później pierwsze seryjne armaty, na pojedynczych podstawach Mk 21, zostały użyte jako główne uzbrojenie artyleryjskie niszczycieli typu Farragut.

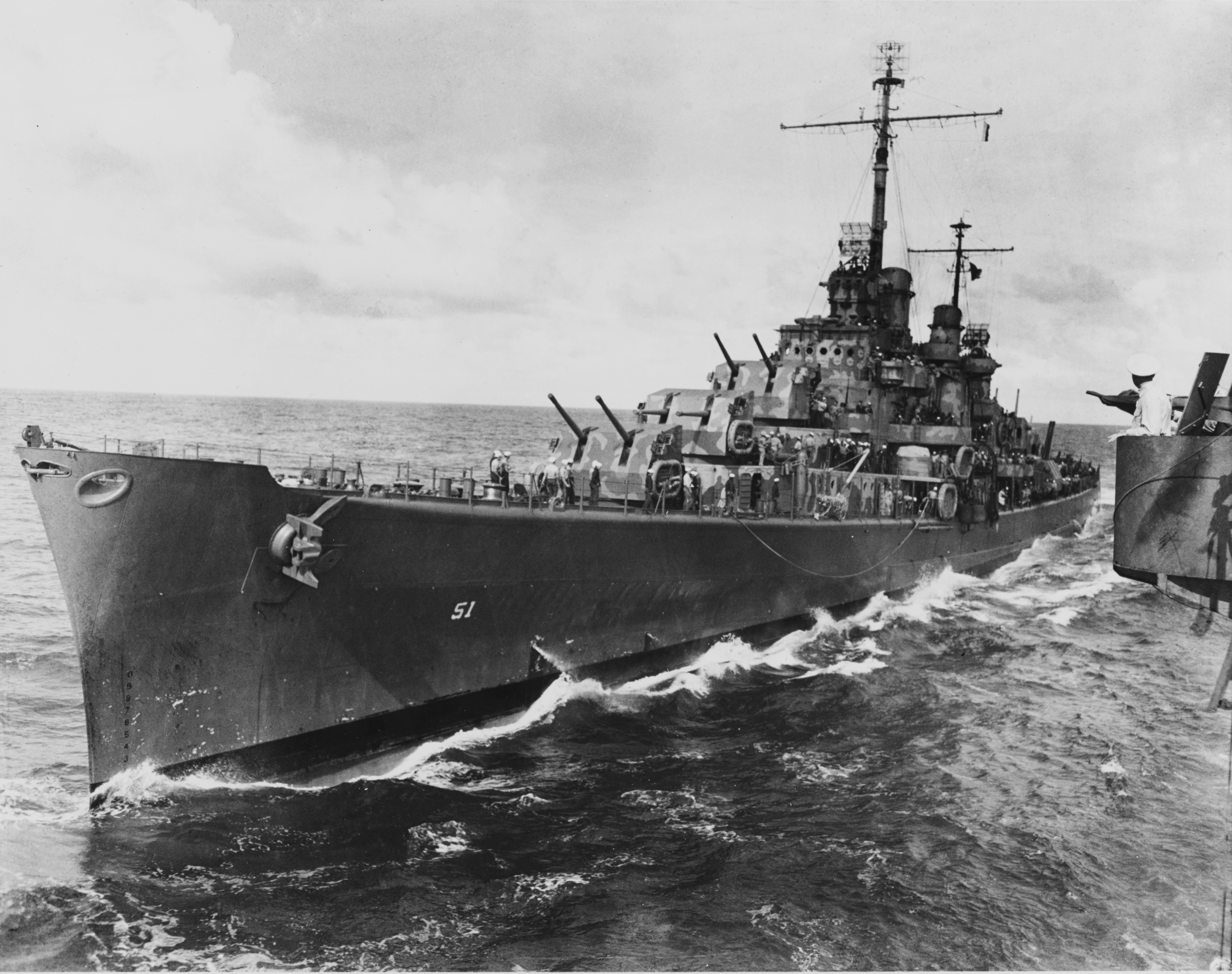
Krążowniki przeciwlotnicze pierwszej serii typu Atlanta mogły wystrzelić salwę burtową 14 pocisków 5-calowych

Armaty Mk 12, w kolejnych wersjach i odmianach, były następnie instalowane na nowych typach niszczycieli, jako artyleria przeciwlotnicza na lotniskowcach i lotniskowcach eskortowych, nowo budowanych i poddawanych modyfikacjom pancernikach, ciężkich i lekkich krążownikach, stanowiły podstawowe uzbrojenie krążowników przeciwlotniczych typu Atlanta. Na dużych niszczycielach typów Porter oraz Somers zostały wyjątkowo użyte w wieżach o niskim kącie podniesienia luf, jako działa do zwalczania celów morskich (single purpose – SP). Podczas II wojny światowej były montowane na szeregu mniejszych jednostek, włącznie z uzbrajanymi statkami handlowymi. W połączeniu z kierowanym radarem komputerowym systemem kontroli ognia  Mk 37, przy zastosowaniu w pociskach zapalników zbliżeniowych VT, była uznawana za jedną z najskuteczniejszych broni uniwersalnych konfliktu. Podczas wojny armaty Mk 12, na podstawach Mk 30, zamontowano na brytyjskim krążowniku przeciwlotniczym „Delhi”. Pewna liczba dział została również sprzedana Brazylii i użyta do uzbrojenia niszczycieli typów Marcilio Dias oraz ukończonych już po wojnie Acre. Armaty Mk 12 produkowano w trzech niewiele różniących się od siebie wersjach (Mk 12/0, 12/1 oraz 12/2) a montowano na dziesięciu różnych typach podstaw pojedynczych i zdwojonych, łącznie w 133 odmianach. Od 1943 roku, po wyposażeniu działa w amunicję z zapalnikiem zbliżeniowym, 5" /38 było jedyna bronią na amerykańskich okrętach, która zdolna była zniszczyć atakujący samolot kamikaze całkowicie. Z uwagi na ich wysoką efektywność, zarówno w zakresie wsparcia ogniowego wojsk walczących na lądzie, jak i w zwalczaniu jednostek morskich oraz powietrznych, US Navy wykorzystywała je aż do końca lat 80. XX wieku, z I wojną w Zatoce Perskiej włącznie.

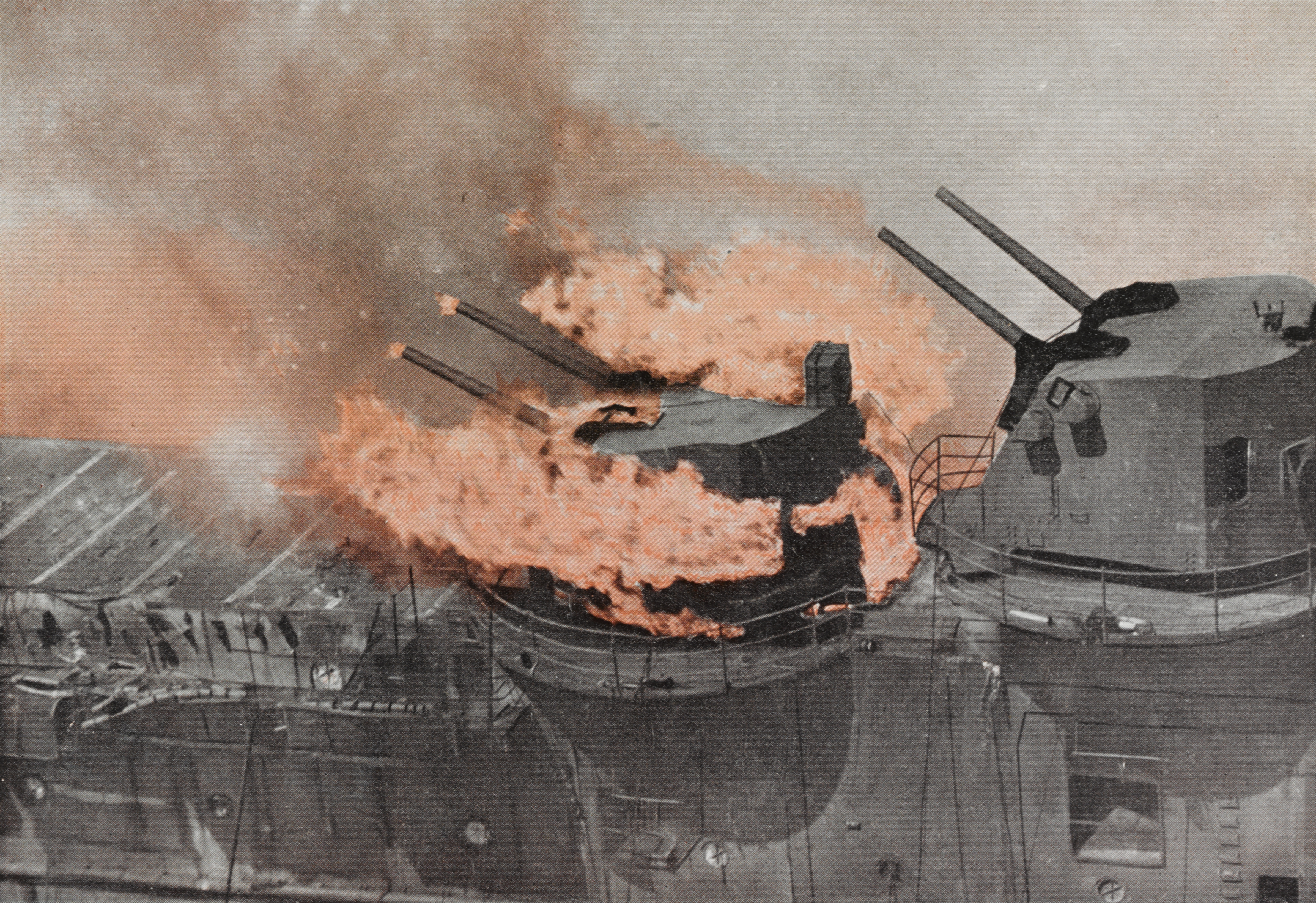
Podwójna wieża dział 5"/38 po trafieniu na pokładzie lotniskowca USS „Franklin” (CV-13)

Po zakończeniu wojny szereg okrętów uzbrojonych w armaty Mk 12 pozostawały w linii bądź rezerwie US Navy, wiele pochodzących z nadwyżek wojennych sprzedano lub wydzierżawiono do krajów sojuszniczych. Uzbrajano w nie także nowe, wchodzące do służby już po 1945 roku, jednostki, między innymi krążownik atomowy „Long Beach”, fregaty typów Brooke oraz Garcia, również konstrukcje innych państw: włoskie niszczyciele typów San Giorgio i Impetuoso oraz duńskie fregaty typu Peder Skram.

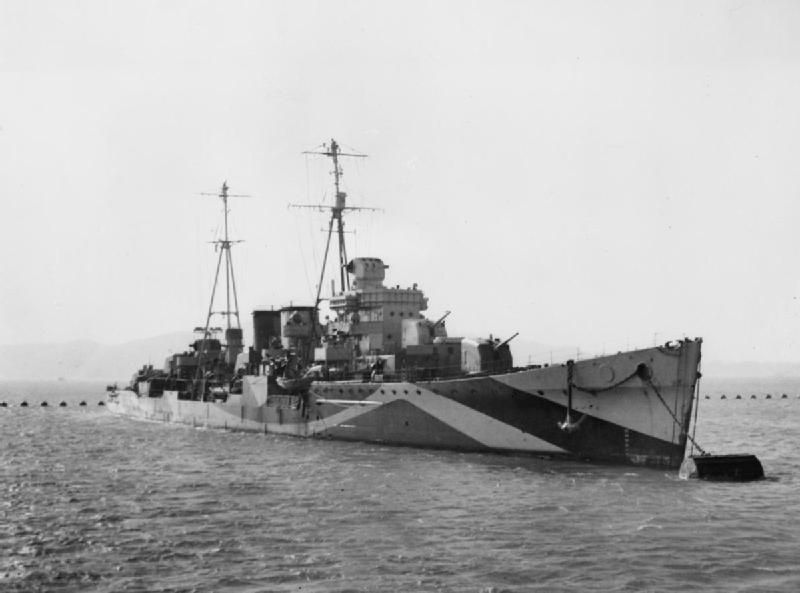
Brytyjski krążownik przeciwlotniczy „Delhi” po przebudowie w 1941 roku, z pięcioma działami Mk 12

## Opis konstrukcji

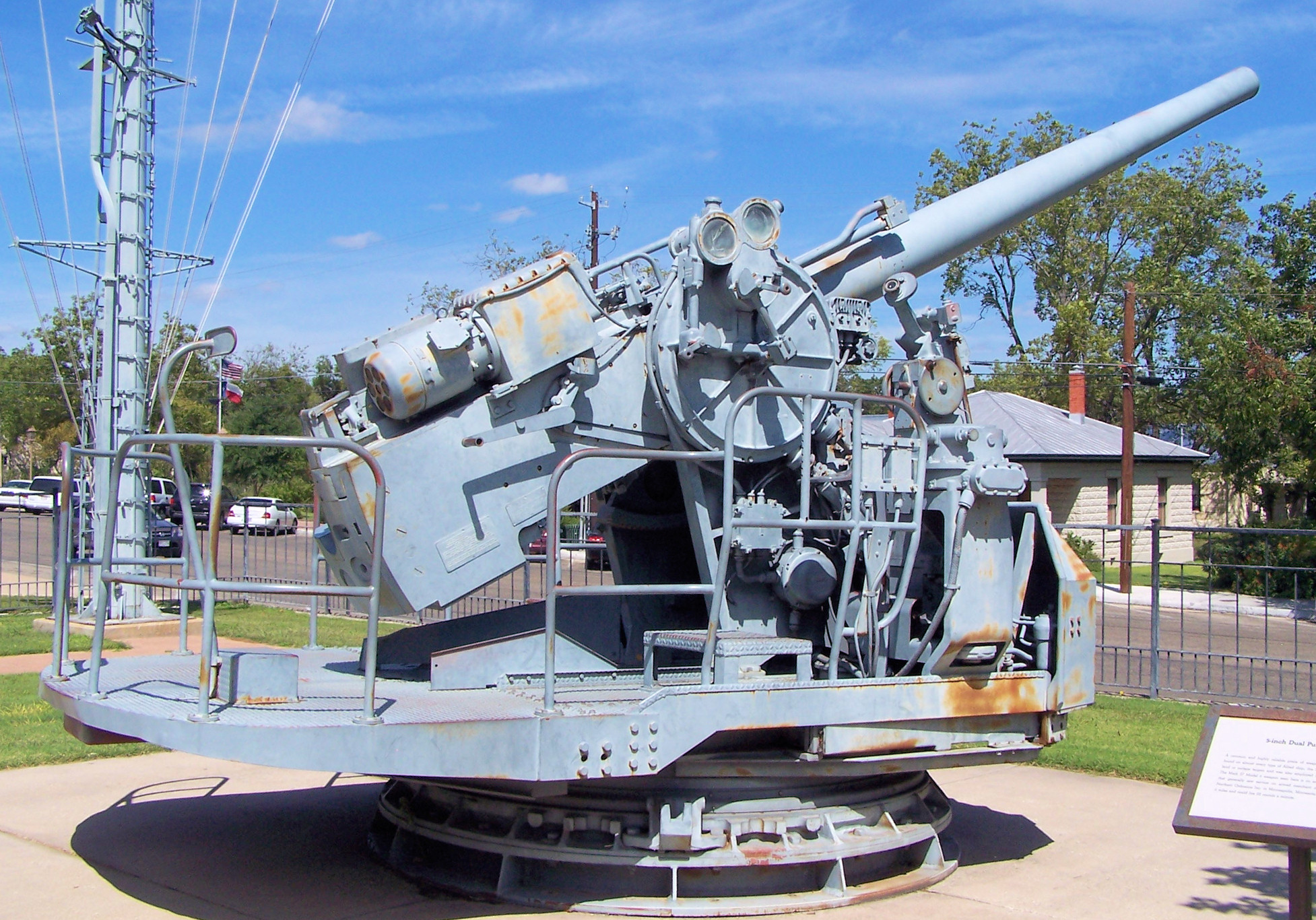
Armata 127 mm L/38 na podstawie pojedynczej, widok z prawej strony

Mimo że zarówno masa pocisku tego działa, jak i prędkość początkowa nie były szczególnie duże, jego niezawodność, szybkostrzelność, celność oraz prędkość obrotu w poziomie i elewacji w pionie w przy napędzie elektrycznym, czyniły z niego prawdopodobnie najlepsze działo uniwersalne II wojny światowej
Armata kalibru 127 mm (5 cali), ładowana odtylcowo amunicją rozdzielnego ładowania. Lufa gwintowana, monoblokowa, jednowarstwowa, samowzmacniana, połączona z nasadą złączem bagnetowym dla usprawnienia procesu wymiany w warunkach polowych. Zamek klinowy, pracujący w pionie i otwierany do dołu, był wraz z nasadą zamontowany w prostokątnym kadłubie, w którego dolnej części znajdował się zespół oporopowrotnika. Całość oparta była na nieruchomej kołysce. Na stanowiskach dwudziałowych każda z armat zainstalowana była w niezależnej kołysce.
Po wystrzale zamek otwierał się automatycznie a lufa była przedmuchiwana sprężonym powietrzem o ciśnieniu 5,3 atm. Łuski były wyrzucane mechanicznie i przy kącie podniesienia do 40° usuwane poza wieżę poprzez system chwytaków. Przy większych kątach podniesienia musiał to robić ręcznie jeden z członków załogi, wyposażony w specjalne azbestowe rękawice. Pocisk i ładunek miotający były podnoszone przy pomocy hydraulicznych podnośników i wsuwane do lufy przy użyciu hydraulicznego dosyłacza amunicyjnego. Podnośnik pocisków był wyposażony w urządzenie do nastawy opóźnienia zapalników czasowych. Po załadowaniu zamek zamykał się automatycznie. W sytuacjach awaryjnych cykl ładowania można było prowadzić ręcznie. Odpalenie następowało przy użycie elektrycznego bądź uderzeniowego mechanizmu spustowego i mogło być realizowane, w zależności od potrzeby, z poziomu systemu kierowania ogniem (dalocelownika lub kalkulatora artyleryjskiego) albo przez obsługę wieży.
Napęd stanowiska i mechanizmu podniesienia odbywał się przy pomocy niezależnych systemów elektro-hydraulicznych, w których silnik elektryczny napędzał pompę poruszającą mechanizm hydrauliczny. W sytuacji awaryjnej możliwe było naprowadzanie dział ręcznie. Pod stanowiskiem armaty znajdowało się stanowisko przeładunkowe, gdzie umieszczano podręczny zapas amunicji do natychmiastowego użycia. Główny zapas amunicji znajdował się w magazynach amunicyjnych w głębi kadłuba, skąd była dosyłana przy pomocy niezależnych podnośników. Armata mogła strzelać pociskami o różnym przeznaczeniu: przeciwlotniczymi, burzącymi, odłamkowymi, zapalającymi, dymnymi i oświetlającymi, przy czym najpowszechniej używane były pierwsze i ostatnie. Masa pocisku zawierała się w przedziale od 24,5 do 25 kg, masa ładunku miotającego od 6,89 do 7,03 kg, masa łuski Mk 5: 6 kg.

## Dane taktyczno-techniczne
(dla produkowanej w największej ilości wersji Mk 12/1)
- Kaliber: 127 mm (5 cali)
- Długość całkowita: 5683,3 mm (223,75 cala)
- Długość lufy: 4826 mm (38 kalibrów)
- Wielkość komory nabojowej: 10,72 dm³
- Żywotność lufy: około 4600 wystrzałów
- Szybkostrzelność praktyczna: 15 strzałów na minutę przy ładowaniu automatycznym. Przy ładowaniu ręcznym, do 22 strzałów na minutę.
- Donośność: 
  - pozioma: 16 640 m przy kącie podniesienia 45°
  - pionowa: 11 340 m przy kącie podniesienia 85°[3]